# St-Denis (Berville)

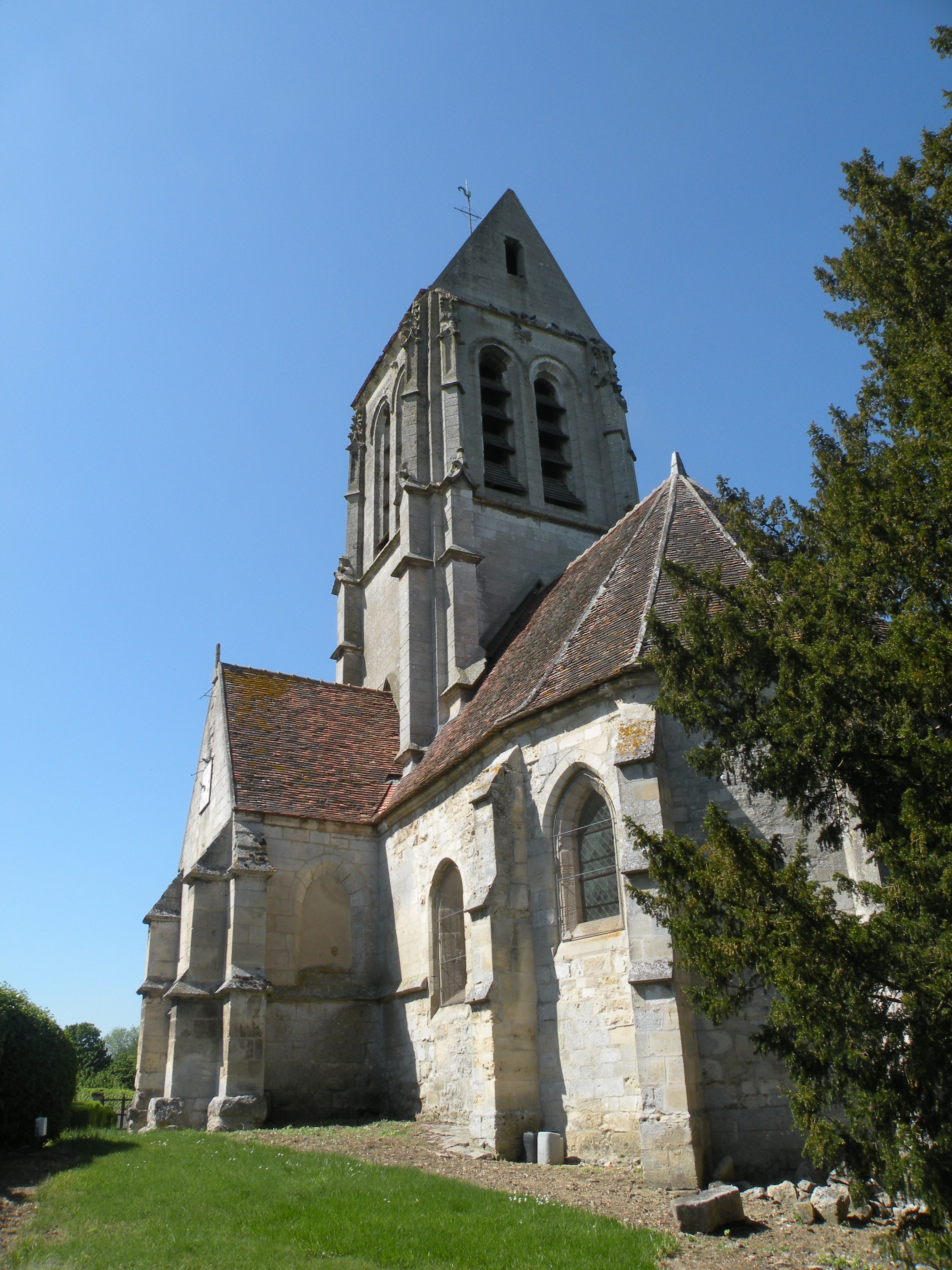
Kirche Saint-Denis, Turm und Chor

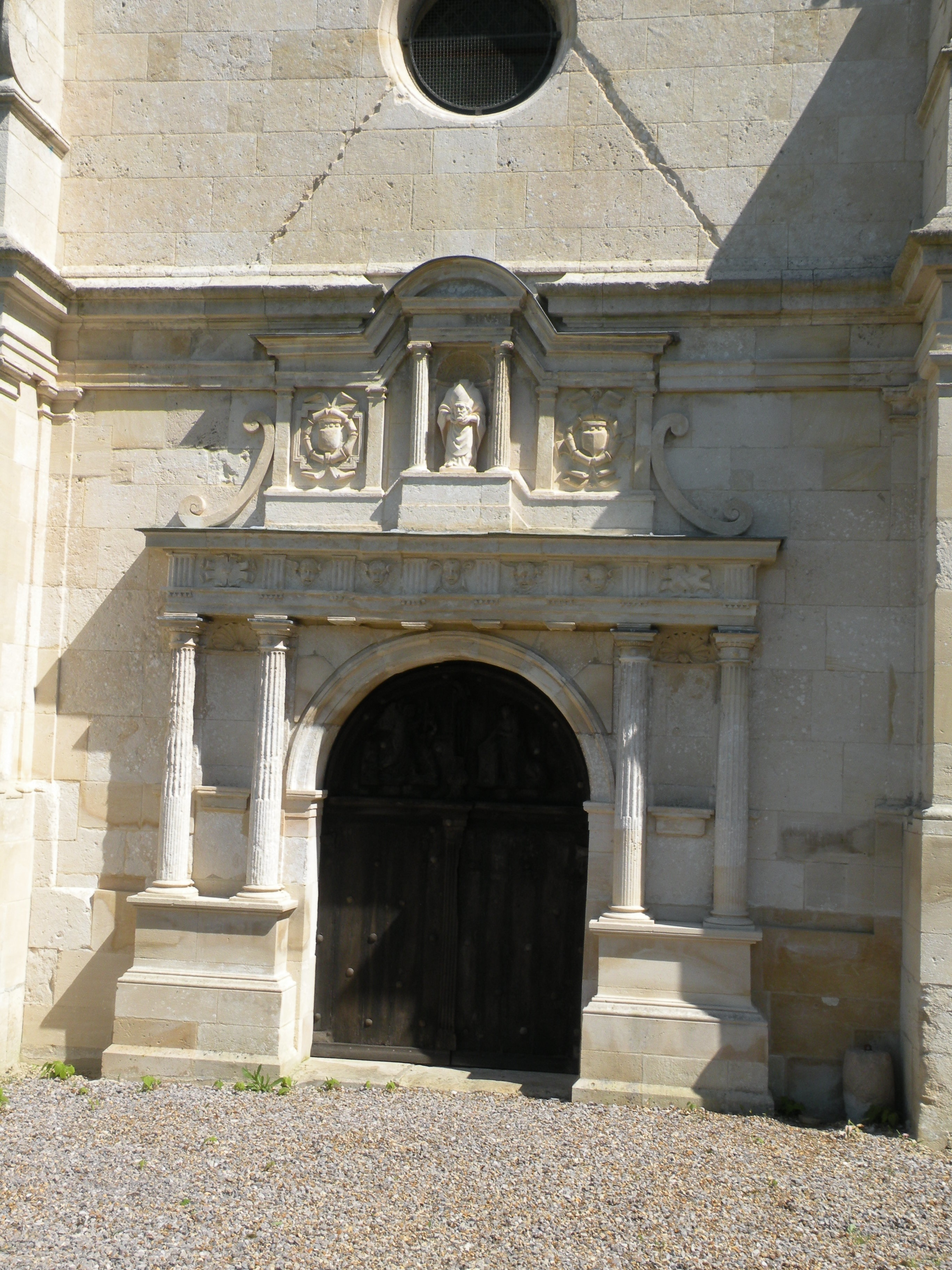
Portal

Die römisch-katholische Kirche St-Denis in Berville, einer französischen Gemeinde im Département Val-d’Oise in der Region Île-de-France, wurde ab dem 13. Jahrhundert errichtet. Das Bauwerk steht seit 1920 als Monument historique auf der Liste der Baudenkmäler in Frankreich.

## Geschichte
Die dem heiligen Dionysius geweihte Kirche wurde in drei Phasen gebaut. Der gotische Chor stammt aus dem 13. Jahrhundert, der Glockenturm und das Querhaus aus der zweiten Hälfte des 16. Jahrhunderts und das Portal im Stil der Renaissance wurde um 1552 in Form eines Triumphtores errichtet. Über dem Architrav ist die Skulptur des heiligen Dionysius in ein kleineres Triumphtor eingestellt.

## Ausstattung
- Altarretabel aus dem 15. Jahrhundert
- Holzskulptur Madonna mit Kind aus dem 16. Jahrhundert
- Gemälde mit der Darstellung der Mariä Verkündigung aus dem 19. Jahrhundert